# Her Private Life
Pour plus de détails, voir Fiche technique et Distribution.
Her Private Life est un film américain réalisé par Alexander Korda, sorti en 1929.

## Synopsis
Une aristocrate anglaise provoque un scandale lorsqu’elle divorce de son mari et s’enfuit avec un jeune Américain.

## Fiche technique
- Titre : Her Private Life
- Réalisation : Alexander Korda
- Scénario : Forrest Halsey
- Photographie : John F. Seitz
- Musique : Cecil Copping (en) et Alois Reiser (non crédités)
- Montage : Harold Young
- Costumes : Edward Stevenson
- Producteur : Ned Marin, assisté de William Goetz
- Société de production : First National Pictures
- Société de distribution : Warner Bros. Pictures
- Pays de production :  États-Unis
- Format : Noir et blanc - 1,37:1 - Mono - 35 mm
- Genre : Film dramatique
- Durée : 80 minutes (1 h 20)
- Dates de sortie : 
  - États-Unis : 25 août 1929 (première) - septembre 1929

## Distribution
- Billie Dove : Lady Helen Haden
- Walter Pidgeon : Ned Thayer
- Holmes Herbert : Rudolph Solomon
- Montagu Love : Sir Bruce Haden
- Thelma Todd : Mme Leslie
- Roland Young : Charteris
- Mary Forbes : Lady Wildering
- Brandon Hurst : Sir Emmett Wildering
- Zasu Pitts : Timmins

## À noter
- Une première version muette, Déclassé, a été réalisée en 1925 par Robert G. Vignola.